# 新加坡亚太交易所
新加坡亚太交易所（英语：Asia Pacific Exchange；缩写：APEX）是中国企业在新加坡创办的一所交易所。

## 历史
2017年11月，中国华信新加坡公司完成新加坡亚太交易所股权过户注册。中国华信以下属上海华信国际集团（新加坡）有限公司作为主体，与新加坡亚太交易所签署了《股份认购协议》，收购新加坡亚太交易所20%股权，成为APEX第二大股东。
2018年2月，新加坡亚太交易所正式获得新加坡金融管理局颁发的交易所牌照和清算所牌照，是新加坡第三家经该局批准设立的交易所，也是中国企业首次出往海外創办的国际交易所。同年10月19日，新加坡亚太交易所正式推出离岸人民币汇率期货合约。
APEX首個新上市産品為精煉棕櫚油期貨，交易代碼為PF，採用美元計價，人民幣可衝抵保證金。棕櫚油國際貿易領域一直缺乏一個成熟活躍的美元計價期貨品種，APEX棕櫚油期貨的上市，有利於填補市場空白，助力産業鏈企業有效防範風險。
2019年4月11日，新加坡亚太交易所燃料油期货合约正式挂牌交易。